# Saint-Martin-de-Fressengeas
Saint-Martin-de-Fressengeas é uma comuna francesa na região administrativa da Nova Aquitânia, no departamento Dordonha. Possui uma área de 20,84 km² e 375 habitantes (censo de 1999), perfazendo uma densidade demográfica de 17 hab/km².	